# Orpinomyces
Orpinomyces är ett släkte av svampar. Orpinomyces ingår i familjen Neocallimastigaceae, ordningen Neocallimastigales, klassen Neocallimastigomycetes, divisionen Neocallimastigomycota och riket svampar.
| Orpinomyces | \| \| Orpinomyces bovis \| \| \| \| \| \| Orpinomyces intercalaris \| \| \| \| |
|             | \| \| Orpinomyces bovis \| \| \| \| \| \| Orpinomyces intercalaris \| \| \| \| |
|             | Cyllamyces                                                                     |
|             |                                                                                |
|             | Piromyces                                                                      |
|             |                                                                                |
|             | Anaeromyces                                                                    |
|             |                                                                                |
|             | Neocallimastix                                                                 |
|             |                                                                                |
|             | Caecomyces                                                                     |
|             |                                                                                |
|             | Orpinomyces bovis                                                              |
|             |                                                                                |
|             | Orpinomyces intercalaris                                                       |
|             |                                                                                |

|  | Orpinomyces bovis        |
|  |                          |
|  | Orpinomyces intercalaris |
|  |                          |